# Butter Project
Butter Project（简称Butter）是一套开源的桌面和移动应用程序，允许通过BitTorrent协议进行视频流传输。该项目于2015年10月23日首次公开 。目的是创建一个完全合法的基础，其他应用程序可以使用它来提供流媒体功能 。
Butter Project 是在Popcorn Time遇到法律困难时从Popcorn Time中分离出来的——Butter Project 旨在保留代码库中与视频流相关的明确合法和允许的部分的开发。开发人员已断言 Butter Project 不会使用任何 popcorntime.io 基础设施。Butter Project并非旨在允许侵犯版权，而是旨在为通过 BitTorrent 流式传输视频奠定基础。 通过将合法部分保留在GitHub上，创建者希望他们可以让更多的开发人员参与进来。
默认情况下，Butter 可以播放来自带有免费视频的VODO的内容，但也可以配置为允许自定义视频源。 